# Арчединское нефтегазовое месторождение
Арчеди́нское нефтега́зовое месторожде́ние — месторождение нефти и газа Арчединского нефтегазоносного района:36—37 Волго-Уральской нефтегазоносной области. Находится вблизи железнодорожной станции Арчеда города Фролово Волгоградской области. Добычу и разведку нефти и газа осуществляют ООО «РИТЭК», ЗАО «Фроловское НГДУ». Первое месторождение углеводородов на территории области.

## История
В 1920-х годах в пойме Дона и его притоков Иловли и Медведицы на территории тогда ещё Сталинградской губернии и Нижне-Волжского края начался поиск месторождений нефти и газа, который прервала начавшаяся война.
В 1944 году исследования возобновились, и в конце года во Фролове была организована Сталинградская геологоразведочная контора, которая занималась бурением разведочных скважин для выявления газа и нефти. Арчединское нефтегазовое месторождение было открыто 4 октября 1945 года.
В 1946 году месторождение дало первый газ. В марте 1948 года скважина № 4 Арчединского месторождения впервые дала нефть из отложений Бобриковского горизонта, а в ноябре из этой скважины была получена первая тонна нефти, положившая начало промышленной добыче нефти на Нижней Волге. 1 декабря 1949 года начинается промышленная эксплуатация месторождения:37.
Промышленная разработка начата в 1953 году. Этот год считается началом нефтегазодобывающей промышленности Волгоградской области. В том же году был достроен магистральный газопровод Арчеда — Сталинград, и в разрушенный войной город прибыла первая партия газа.
Максимальная добыча нефти в Арчединском районе была достигнута в 1971 году, газа — в 1961 году:37.

## Геология
Месторождение многопластовое, включает в себя 16 продуктивных пластов, из которых 11 содержат газовые и 5 нефтяные залежи. Минимальная глубина их залегания 350 м, максимальная — 1800 м.

## Характеристика нефтепродуктов
Газ бессернистый, содержит 96,0—99,2 % метана. Газовые залежи практически выработаны.
Нефть плотностью 0,817-0,888 г/см³, содержит до 0,29 % серы, до 2,47 % парафина; выход лёгких (до 300 °C) фракций составляет 36—59 %. Из арчединской нефти готовят ценные арктические масла. В настоящее время залежи практически выработаны, а имеющиеся эксплуатационные скважины обводнены.

## Память
В 2017 году во Фролове открыта скульптурная композиция — станок-качалка.
Место, где был получен первый фонтан нефти является памятником истории регионального значения и находится в Арчединском сельском поселении.
- Станок-качалка
- Памятная табличка